# Children’s Songs
 Children’s Songs (в пер. с англ. — Детские песни) — шестой сольный альбом американского джазового музыканта Чика Кориа, выпущенный в 1984 году.

## Об альбоме
Первую композицию из серии Children’s Songs Чик Кориа написал в 1971 году. Она вошла в несколько концертных и записанных с другими артистами пластинок музыканта ещё до выхода альбома, содержащего всю серию детских песен.
В альбоме прослеживаются структурные параллели со сборником «Микрокосмос» Белы Бартока. Для обоих циклов характерны использование пентатоники, перекрестных ритмов, нарастание сложности от композиции к композиции, смена настроения за довольно короткие отрезки времени. Часть мелодий написана в джазовом духе, часть больше напоминает академическую музыку.
В аннотации к альбому музыкант обратил внимание слушателей диска, что сочинением этих пьес он стремился музыкально показать и передать непосредственность простоты, как настоящей красоты, заключенной в душе каждого ребенка. Однако в музыкальном плане в этих миниатюрах нет ничего, что указывало бы, что они написаны для детей, они не являются такими уж простыми с точки зрения композиции и гармонии.
В альбом также вошёл трек Addendum, написанный для фортепиано, скрипки и виолончели. В записи принимали участие виолончелист Фрэд Шерри и скрипачка армянского происхождения Ида Кавафьян.
В 2006 году в России вышел фильм «Коктебель», в котором прозвучали две из двадцати Детских песен Чика Кориа.

## Список композиций
1. «No.1»
2. «No.2»
3. «No.3»
4. «No.4»
5. «No.5»
6. «No.6»
7. «No.7»
8. «No.8»
9. «No.9»
10. «No.10»
11. «No.11»
12. «No.12»
13. «No.13»
14. «No.14»
15. «No.15»
16. «No.16 & 17»
17. «No.18»
18. «No.19»
19. «No.20»
20. «Addendum» — (для скрипки, виолончели и фортепиано)

## Участники записи
- Чик Кориа — фортепиано
- Фрэд Шерри — виолончель
- Ида Кавафьян — скрипка